# Hans August Larsen
Hans August Larsen, kendt som Himmelmesteren fra Sandby (født 16. august 1864 i Lindelse ved Sandby på Lolland, død 8. oktober 1943 i Sakskøbing) var en dansk opfinder og original.

## Biografi
Hans August Larsen var søn af snedker Hans Christian Larsen og Christiane Hansdatter. Han arbejdede som landarbejder og brødkusk, inden han i 1889 tog hyre på et skib, der sejlede på Sydøstasien og Australien.
I 1891 udvandrede Hans August Larsen til USA og Canada, hvor flere af hans søskende var udvandret til. Her ernærede han sig som farmer. Han led af tiltagende psykisk sygdom og var i perioder indlagt.
Hans August Larsen blev I 1920 udvist af USA. Syg og nedbrudt vendte han på statens regning tilbage til Danmark, hvor han som subsistensløs blev indkvarteret på alderdomshjemmet i Sandby. Her levede han af at hjælpe til, reparere ure og symaskiner, og han gjorde opfindelser og konstruerede sindrige maskiner.
I 1935 blev Hans August Larsen overført til "Maribo Amts Tvangsarbejds-, Arbejds- og Plejeanstalt" i Sakskøbing, hvor han boede frem til sin død.

## Psykisk sygdom og vrangforestillinger
Hans August Larsen betegnede sig selv som spiritist, åndelist og Himmelmester. Han led af vrangforestillinger om, at han var guds udvalgte frelser her på jorden. I sin levnedsbeskrivelse fortæller han, hvordan han har talt med Gud og engle, og at de nedskrevne ord kommer direkte fra Gud.
Han led af udpræget forfølgelsesvanvid. Han frygtede, at alle ville komme gift i hans mad, og han spiste kun den mad, han selv eller alderdomshjemmets bestyrerinde havde lavet og smagt på.
Skulle det ske at han følte sig forgiftet af fremmed mad – og det skete ofte – brugte han en selvkonstrueret mavepumpe. Ved hjælp af et dobbelt slangesystem, som han slugte, var han i stand til at pumpe maveindholdet op igen.
Der blev aldrig udarbejdet nogen diagnose, men i dag havde Hans August Larsen fået diagnosen paranoid skizofreni.

## Forudsigelser
Allerede som otteårig hævdede Hans August Larsen at være synsk og kunne i klardrømme forudse begivenheder. En evne han hævdede, han havde arvet fra sin bedstefar. Han forudså blandt andet, at en stor krig ville bryde ud i 1914.
I sin levnedsbeskrivelse forudså han i 1936 at en stor krig ville bryde ud mellem Frankrig og Tyskland. Hans August Larsen forudsagde en solformørkelse i 1950, men han tog fejl i forudsigelsen af sin egen død, som skulle indtræffe i engang 1920’erne.

## Himmelmaskiner
Hans August Larsen konstruerede tre bevægelige mekaniske konstruktioner, kaldet himmelmaskiner, som viste solsystemets planeter og deres baner. En af maskinerne er bevaret og findes på Museum Lolland-Falster.
Den består af en kugleformet jordklode, som månen bevægede sig rundt om. Jorden kunne bevæge sig korrekt omkring solen. Alle planeterne var gengivet på hans himmelmaskine, som også havde indlagt lys.
Han tjente en skilling på at vise maskinerne frem i landsbyerne på Lolland og på markeder iført sin bizarre hjemmelavede uniform med epauletter og hovedbeklædning. Det gjorde Hans August Larsen til et farverigt og særpræget indslag på Vestlolland i mellemkrigstiden.

## Himmelmesterens levnedsbeskrivelse
Under sit ophold på Maribo Amts Tvangsarbejds-, Arbejds- og Plejeanstalt forfattede Hans August Larsen en 340 sider lang levnedsbeskrivelse skrevet i lydskrift og med tegninger af solsystemet og skitser af sine mange opfindelser. Levnedsbeskrivelsen opbevares på Museum Lolland-Falster.
Gravsten: Op ad en mur ved Sandby Kirke står Hans August Larsens hjemmelavede gravsten støbt i beton med fødselsåret 1864 og plads til at skrive det fejlagtigt forudsagte dødsår 192* − Larsen er begravet i Sakskøbing.